# Водонапорная башня (Владимир)
Водонапо́рная башня — расположенный во Владимире памятник инженерно-технической и промышленной архитектуры регионального значения, ныне музей, входящий в состав Владимиро-Суздальского музея-заповедника. Здание было построено в 1912 году по проекту С. М. Жарова и утратило утилитарную функцию к 1950-м годам в связи с реконструкцией водонапорной системы города. С 1975 года в башне размещается экспозиция «Старый Владимир».

## История
Потребность владимирцев в водонапорной башне возникла при прокладке городского водопровода ещё в 1860-е годы. Первый проект водонапорной башни, который разработал немецкий гидротехник Карл Карлович Дилль, предполагал оборудование её в недействующей Ризположенской церкви Золотых ворот. Городские власти одобрили проект, но когда на начальном этапе работ засыпало землей нескольких рабочих, решили не приспосабливать под нужды водопровода старое здание, а выстроить новое. Башня была возведена на Козловом валу к югу от Золотых ворот по проекту К. К. Дилля. Строительство закончилось в 1868-м (по другим данным в 1866) году. Её резервуар имел объём 8000 вёдер. Вместе с башней построили несколько водоразборных колонок в разных частях города, а в центре Владимира на Соборной площади поставили каменный бассейн с резервуаром и фонтаном. Систему водоснабжения обслуживала паровая машина мощностью 25 лошадиных сил, привезённая из Англии.
В 1912 году старая водонапорная башня была перестроена по проекту городского архитектора С. М. Жарова. Здание представляет собой трёхъярусное сооружение из красного кирпича в «неорусском» стиле, имеющее в плане форму цистерны и немного расширяющееся кверху, как крепостная башня. Украшением служат окна, в том числе сдвоенные, разной высоты в каждом ярусе, и кирпичный декор — стрельчатые арки и прямоугольные сандрики над окнами; два пояса арочных ниш, имитирующих машикули; карнизные валики, разделяющие ярусы.

## «Старый Владимир»
В 1950-х годах в связи с реконструкцией городского водопровода башня перестала использоваться по прямому назначению и была заколочена; в нижнем этаже некоторое время ютились бродяги. Встал вопрос о дальнейшей судьбе здания. В 1967 году башня получила статус памятника градостроительства и архитектуры, а четыре года спустя была передана в ведение музея. В том же 1971 году Владимирская реставрационная мастерская получила заказ на проект приспособления здания под музей городского быта рубежа веков. Под руководством архитектора Сергея Ермолина башня была переоборудована изнутри — в северной части была построена винтовая лестница; центральные «карманы» (бывшая лестница) и южная часть здания отводились под экспозицию. Вместо плоской крыши была устроена смотровая площадка с небольшим шатровым завершением.
Автором экспозиции, посвящённой провинциальному Владимиру конца XIX — начала XX века, стала заслуженный работник культуры РСФСР краевед Лия Горелик. Официальное открытие состоялось 1 мая 1975 года. Особенностью экспозиции было отсутствие специальных пояснительных текстов — вместо них использовались подлинные выписки из книг, газет, журналов рубежа веков. «Старый Владимир» — первый в России музей, расположенный в здании водонапорной башни.

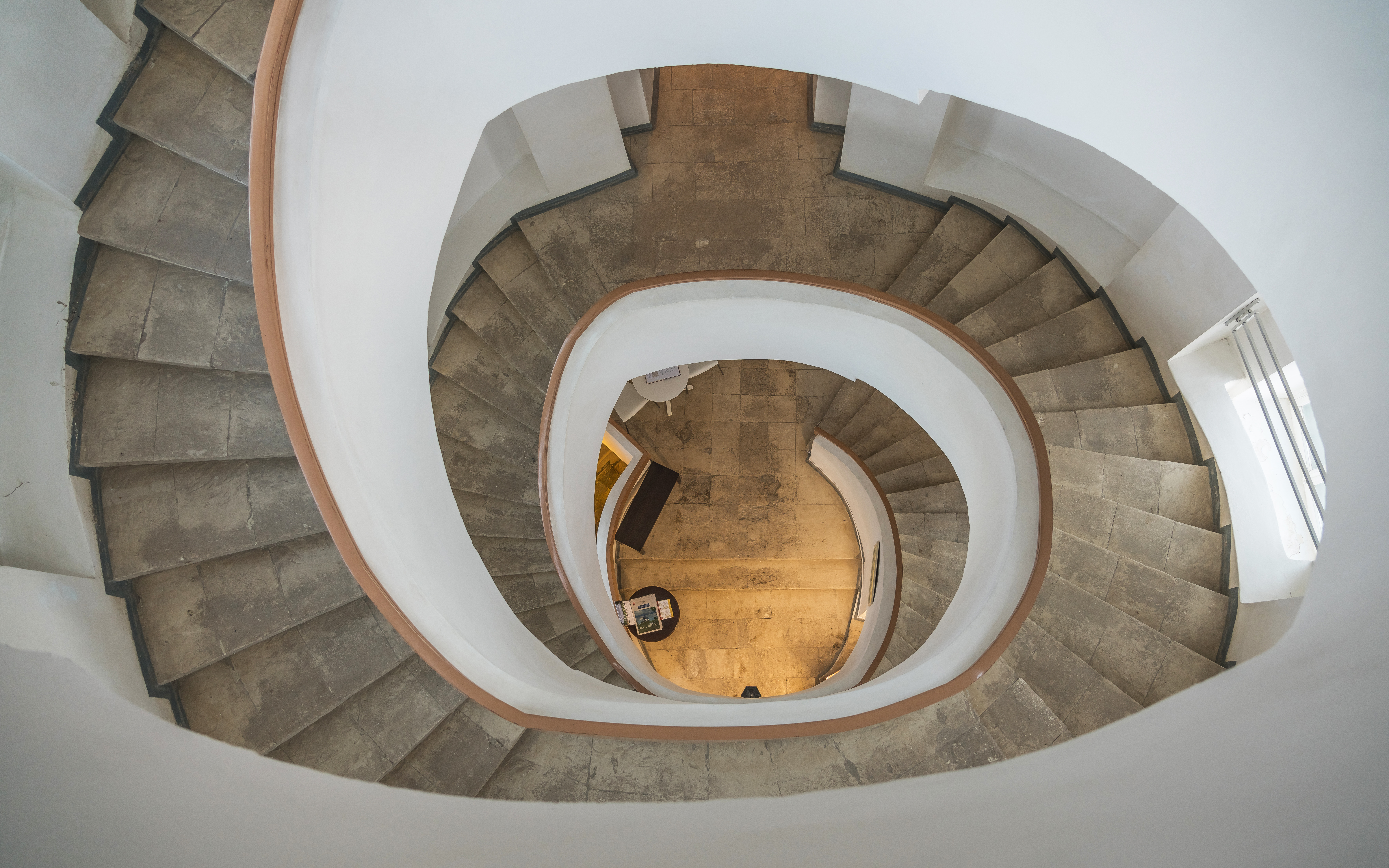
Винтовая лестница, ведущая на смотровую площадку водонапорной башни
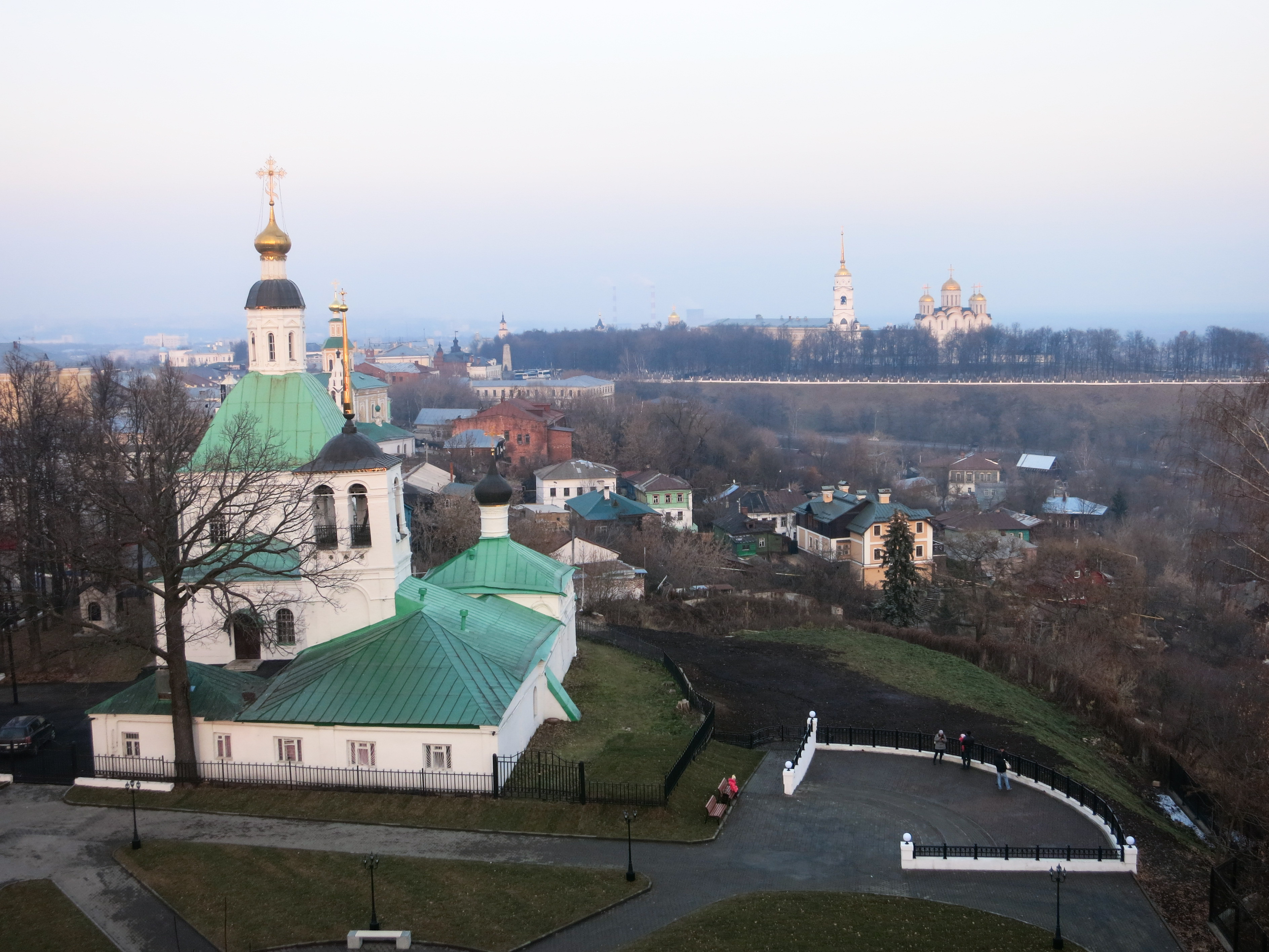
Вид со смотровой площадки в сторону центра города и Успенского собора. На переднем плане — Никольская и (за ней) Спасская церкви.

В 2009 году была проведена реконструкция, в обновлённом музее заменили экспозиционное оборудование и часть экспонатов. Первый этаж теперь посвящён облику дореволюционного Владимира и городскому хозяйству, второй — населению города и его занятиям, третий рассказывает о духовной жизни владимирцев, на четвёртом располагается открытая смотровая площадка. В экспозиции представлено около 800 экспонатов (в частности, подлинная решётка одной из камер Владимирского централа).